# Kostel svatého Jakuba Staršího (Jílovice)
Kostel svatého Jakuba Staršího v Jílovicích je filiální kostel ve farnosti Jílovice v Jihočeském kraji. Stojí na mírném návrší v centru vesnice. Ve své původní podobě to byl raně gotický jednolodní kostel, který si na své náklady vystavěla obec v polovině 14. století. Kostel jako filiální patřil k borovanskému kostelu Navštívení Panny Marie do roku 1481, v roce 1650 byl přidělen k suchdolské faře, od roku 1786 měl vlastní duchovní správu a od 3. května 1958 je památkově chráněn.

## Popis
Jednolodní kostel má trojboký presbytář zakončený nepravidelným šestihranem, který sklenula gotická křížová klenba o jednom poli s šestilistou růží v terčovém svorníku. Žebra klenby sahají až k zemi, půlkruhová okna jsou bez kružeb a prutů. Presbytář s lodí spojuje oblouk s ornamentálními malbami.
Loď s obdélníkovým půdorysem a rákosovým stropem byla roku 1891 prodloužena o 8 metrů směrem na západ,  vchod na severní straně je gotický. Valbová střecha kostela je pokryta pálenou taškou bobrovkou.
Z původního kostela zůstal zachován jižní portál (vchod) z přelomu 13. a 14. století, k němuž byla přizděna předsíň s dřevěnými dvoukřídlými dveřmi a trojúhelníkovým štítem a sedlovou střechou. Ve štítu je vyražen letopočet: ANNO DOMINI 1695 a nad ním stojí v nice soška Panny Marie. V roce 1695 byl kostel opraven a byla k němu na severní straně přistavěna hranolová věž s cibulovou bání a lucernou, v jejímž přízemí se nachází sakristie.
Další přístavba dala vzniknout obdélníkové kapli svatého Jana Nepomuckého na severní stěně v roce 1710 podle návrhu schwarzenberského stavitele Pavla Ignáce Bayera,[chybí lepší zdroj] vedle níž se nachází schodišťový přístavek. U kostela se nachází nově opravená barokní fara z roku 1786.

## Zařízení
Vnitřek kostela je zařízen ve stylu barokním a pseudobarokním s kazatelnou z roku 1720 a pseudobarokním portálovým oltářem se sochami svatých biskupů a žulovou křtitelnicí.
Ze zrušeného kostela sv. Barbory sem přenesli roku 1786 oltář Neposkvrněného početí Panny Marie a obraz svaté Barbory. Dominantou hlavního oltáře z poloviny 18. století je obraz svatého Jakuba, který namaloval František Čermák roku 1858 spolu s obrazem sv. Jana Nepomuckého v kapli. Autorem obrazů na bočních oltářích svaté Anny a Panny Marie je Eduard Schaller, jenž je vytvořil v roce 1844.
V inventáři se nacházel stříbrný gotický kalich z konce 16. století měděná monstrance z doby renesance, soška svaté Barbory vysoká 70 cm a černá hedvábná bursa se stříbrným vyšíváním.
Kostelní věž se chlubila třemi zvony: na největším byl zobrazen svatý Jakub (průměr 83 cm), na prostředním Ježíš na kříži (průměr 70 cm) a na nejmenším byl obraz Panny Marie s Ježíškem a byl ulit roku 1883 firmou A. Perner & syn v Českých Budějovicích (57 cm průměr). Od stejné firmy byl ulit i zvon umíráček s noční můrou, hadem a vážkami.

## Události
V létě se každoročně koná u kostela u příležitosti svátku svatého Jakuba apoštola (25. červenec) třídenní pouť s koncertem, muzikou a pouťovými atrakcemi.